# James MacArthur
James Gordon MacArthur (8 de diciembre de 1937–28 de octubre de 2010) fue un actor estadounidense, conocido sobre todo por su papel de Danny "Danno" Williams en le serie televisiva Hawaii Five-O.

## Primeros años
Nacido en Los Ángeles, California, fue hijo adoptivo del dramaturgo Charles MacArthur y de la actriz Helen Hayes. Se crio en Nyack, Nueva York, junto a su hermana biológica, Mary. Estudió en la Allen-Stevenson School de la ciudad de Nueva York, y posteriormente en la Solebury School de New Hope (Pensilvania), donde destacó en baloncesto, fútbol americano y béisbol. En su último año en Solebury, entre otras actividades, editó el periódico de la escuela, The Scribe, e interpretó a Scrooge en una representación de A Christmas Carol. Además inició una relación sentimental con una compañera de estudios, Joyce Bulifant, con la que se casó en noviembre de 1958, divorciándose ambos a los nueve años.
MacArthur creció en un ambiente en el que se movían los mayores talentos literarios y teatrales de la época. Lillian Gish era su madrina y entre los invitados de su familia figuraban Ben Hecht, Harpo Marx, Robert Benchley, Beatrice Lillie, John Barrymore, y John Steinbeck. 
Su primer papel radiofónico tuvo lugar en Theatre Guild of the Air en 1948. Theatre Guild of the Air era el principal programa del momento, produciendo obras de una hora de duración que se representaban frente a un público de 800 espectadores. Helen Hayes aceptó un papel en una de las obras, y en la misma se necesitaba una corta actuación de un niño, siendo MacArthur el elegido.

## Carrera interpretativa
Su debut como actor teatral ocurrió en Olney (Maryland), en 1949, actuando durante dos semanas en The Corn is Green. Al verano siguiente repitió el papel en Dennis, Massachusetts, poniéndose en marcha su carrera teatral. En 1954 fue John Day en Life With Father, con Howard Lindsay y Dorothy Stickney. 
Además, de como intérprete, Mac Arthur trabajó como pintor de decorados, director de iluminación y jefe de aparcamiento. Las circunstancias le llevaron a dar iluminación al show de Barbara Bel Geddes The Little Hut y al de Gloria Vanderbilt The Swan. Además, cuando visitó París con su madre formando parte de la compañía que ponía en escena The Skin of Our Teeth, tenía como obligación hacer los efectos sonoros de truenos en las representaciones.
A los 18 años encarnó a Hal Ditmar en el telefilm Deal a Blow, dirigido por John Frankenheimer y protagonizado por Macdonald Carey, Phyllis Thaxter y Edward Arnold. En 1956 Frankenheimer dirigió una versión cinematográfica, titulada en esa ocasión The Young Stranger, y en la cual MacArthur volvía a ser el protagonista. Su actuación se ganó a la crítica, siendo nominado al Premio BAFTA de 1958 al mejor actor promesa. A la vez que estudiaba historia en la Universidad de Harvard, rodó The Light in the Forest y Third Man on the Mountain para Walt Disney. Decidido a dedicarse totalmente a la actuación, dejó Harvard para rodar otros dos títulos de Disney, Kidnapped y Swiss Family Robinson, considerados actualmente como clásicos, y todavía populares. 
Mac Arthur debutó en Broadway en 1960, actuando junto a Jane Fonda en Invitation to a March, trabajo por el cual recibió un Theater World Award. Aunque nunca volvió a Broadway, siguió activo en el teatro actuando en producciones como Under the Yum Yum Tree, The Moon Is Blue, John Loves Mary (con su esposa, Joyce Bulifant), Barefoot in the Park y Murder at the Howard Johnson's. 
Más adelante trabajó en el cine en filmes como The Interns, Fiebre en la sangre, The Truth About Spring y Cry of Battle, al igual que en los menos exitosos The Love-Ins y The Angry Breed. En el plató de The Angry Breed, en 1968, MacArthur conoció a Melody Patterson, que sería su segunda esposa. Se casaron en la isla de Kauai en julio de 1970, y se divorciaron varios años más tarde. En 1963 fue nominado al Premio Golden Laurel como "Top New Male Personality (Destacada Nueva Personalidad Masculina)".
Además de su trabajo teatral y cinematográfico, MacArthur también hizo actuaciones televisivas como artista invitado, con papeles en Studio One, General Electric Theater, la serie Bus Stop, Bonanza, Gunsmoke, Wagon Train, The Eleventh Hour, The Great Adventure, The Alfred Hitchcock Hour,  Combat! y El virginiano. En 1966 encarnó al Tte. Harley Wilson en "The Outsider", episodio número 20 de la segunda temporada de Twelve O'Clock High. Con su madre, Helen Hayes, trabajo en 1968 en el capítulo "The Pride of the Lioness" de la serie televisiva Tarzan. MacArthur también hizo una destacada actuación en la entrega de Los Intocables titulada Death For Sale.
No todos sus papeles cinematográficos fueron protagonistas, pero usualmente eran fundamentales en el guion. Así ocurrió, por ejemplo, en The Bedford Incident y en La Batalla de las Ardenas. Su breve pero memorable actuación en el film de Clint Eastwood Hang 'Em High finalmente le valió el papel de Dan Williams en Hawaii Five-O.

## Hawaii Five-O
En 1967, Leonard Freeman, productor y coguionista de Hang 'Em High, hizo el piloto para una nueva serie policíaca televisiva, Hawaii Five-O. Antes de emitirse, el programa fue bien recibido por el público de prueba, exceptuando alguna antipatía con el actor que interpretaba a Dan Williams. Freeman recordó la actuación de MacArthur en Hang 'Em High y le dio el papel. Hawaii Five-O se emitió durante doce años, once con MacArthur. Tras dejar Hawaii Five-O al final de la undécima temporada, MacArthur volvió al teatro, actuando en The Lunch Hour junto a Cybill Shepherd.

## Post-Hawaii Five-O
En 1984 MacArthur actuó en la farsa A Bedfull of Foreigners, representada en Chicago ese año y en Míchigan en 1985. Tras ello actuó en The Hasty Heart antes de pasar dos años alejado del mundo del espectáculo. En 1987 volvió al teatro con The Foreigner, y después fue Mortimer en una gira nacional con Arsenic and Old Lace, obra en la que actuaban Jean Stapleton, Marion Ross y Larry Storch. En 1989 volvió a actuar en The Foreigner, además de en Love Letters y, en 1990–1991, interpretó A Bedfull of Foreigners en Las Vegas.
Tras su paso por Hawaii Five-O, McArthur fue artista invitado en shows televisivos como Murder, She Wrote, The Love Boat, La Isla de la Fantasía y Vega$, así como en las miniseries Alcatraz: The Whole Shocking Story y The Night the Bridge Fell Down, y en el telefilm de 1998 Stormchasers: Revenge of the Twister, con Kelly McGillis.

## Semi-retiro
A lo largo de su carrera MacArthur tuvo otras actividades además de la de actor. Así, en 1959–60, junto al actor James Franciscus y a Alan Ladd, Jr., fue propietario de una empresa de servicios telefónicos en Beverly Hills. En junio de 1972 dirigió la The Honolulu Community Theatre en una producción de una pieza de su padre, The Front Page, y, durante un tiempo en la década de 1990, fue copropietario de la revista Senior World, escribiendo además en sus ocasionales entrevistas a famosos. En el 2000 MacArthur fue galardonado con una estrella en una acera de Palm Springs, California. Además, participó en convenciones y en eventos deportivos. Buen golfista, fue ganador en 2002 del Torneo Benéfico de Golf Frank Sinatra Invitational Charity. 
En sus últimos años participó en especiales radiofónicos y televisivos y en programas de entrevistas. Entre sus postreras apariciones figuran las que hizo en los shows Entertainment Tonight, Christopher's Closeup y el programa de BBC Radio 5 Live Brief Lives, en el cual homenajeaba a su compañero de reparto en Hawaii Five-O Kam Fong Chun. En 1997 MacArthur retomó su personaje en Hawaii Five-O, que según el guion había llegado a gobernador de Hawái, en el episodio piloto no vendido que en 1997 se realizó de Hawaii Five-O, y en el cual actuaba Gary Busey. En abril de 2003 hizo un cameo en el Teatro Hawaii de Honolulu en la obra escrita por Joe Moore Dirty Laundry. En el verano de 2010 se negoció que MacArthur hiciera un cameo en la nueva versión que la CBS producía de Hawaii Five-0, un papel que, a causa de su fallecimiento, fue finalmente dado a Al Harrington.

## Fallecimiento
James MacArthur falleció por causas naturales el 28 de octubre de 2010 en la Clínica Mayo de Jacksonville (Florida). Le sobrevivió su tercera esposa, H. B. Duntz, sus cuatro hijos y seis nietos. El episodio Ho'apono de la versión de Hawaii Five-0 de 2010 fue dedicado a MacArthur. Fue enterrado en el Cementerio Oak Hill de Nyack.

## Filmografía
| Año        | Título                                                      | Personaje                 | Observaciones                                                                       |
| ---------- | ----------------------------------------------------------- | ------------------------- | ----------------------------------------------------------------------------------- |
| 1955       | Climax!                                                     | Hal Ditmar                | Episodio "Deal a Blow"                                                              |
| 1957       | The Arthur Murray Party                                     | Como él mismo             | 30 de abril de 1957                                                                 |
| 1957       | The Young Stranger, de John Frankenheimer                   | Harold James 'Hal' Ditmar |                                                                                     |
| 1958       | General Electric Theater                                    | Johnny Dundeen            | Episodio "The Young and the Scared"                                                 |
| 1958       | Studio One                                                  | Jim Gibson                | Episodio "Ticket to Tahiti"                                                         |
| 1958       | Studio One                                                  | Ben Adams                 | Episodio "Tongues of Angels"                                                        |
| 1958       | The Light in the Forest                                     | Johnny Butler/True Son    |                                                                                     |
| 1959       | Westinghouse Desilu Playhouse                               | Jamsie Corcoran           | Episodio "The Innocent Assassin"                                                    |
| 1959       | Third Man on the Mountain                                   | Rudi Matt                 |                                                                                     |
| 1959       | Wagon Train                                                 | (no acreditado)           | Episodio "The Jenny Tannen Story"                                                   |
| 1960       | Kidnapped                                                   | David Balfour             |                                                                                     |
| 1960       | Night of the Auk                                            | Tte. Mac Hartman          |                                                                                     |
| 1960       | Swiss Family Robinson                                       | Fritz Robinson            |                                                                                     |
| 1960       | Play of the Week                                            | Teniente Max              | Episodio "Night of the Auk"                                                         |
| 1961       | Walt Disney's Wonderful World of Color                      | Johnny Butler/True Son    | Archive footage Light in the Forest: True Son's Revenge                             |
| 1961       | Play of the Week                                            | Tte. Max Hartman          | Night of the Auk                                                                    |
| 1961       | Los Intocables                                              | Johnny Lubin              | Episodio "Death for Sale"                                                           |
| 1961       | Bus Stop                                                    | Thomas 'Tom' Quincy Hagan | And the Pursuit of Evil                                                             |
| 1962       | Insight                                                     | Jim Brown                 | The Sophomore                                                                       |
| 1962       | Wagon Train                                                 | Dick Pederson             | Episodio "The Dick Pederson Story"                                                  |
| 1962       | The Interns                                                 | Dr. Lew Worship           |                                                                                     |
| 1962       | The Dick Powell Show                                        | Jack Doffer               | Episodio "The Court Martial of Captain Wycliff"                                     |
| 1963       | Walt Disney's Wonderful World of Color                      | Rudi Matt                 | Archive footage Banner in the Sky: To Conquer the Mountain                          |
| 1963       | Walt Disney's Wonderful World of Color                      | Rudi Matt                 | Archive footage Banner in the Sky: The Killer Mountain                              |
| 1963       | Walt Disney's Wonderful World of Color                      | David Balfour             | Archive footage Kidnapped: Part 1                                                   |
| 1963       | Walt Disney's Wonderful World of Color                      | David Balfour             | Archife footage Kidnapped: Part 2                                                   |
| 1963       | Sam Benedict                                                | Bert Stover               | Episodio "Some Fires Die Slowly"                                                    |
| 1963       | Spencer's Mountain                                          | Clayboy Spencer           |                                                                                     |
| 1963       | Arrest and Trial                                            | Deke Palmer               | Episodio "A Shield is for Hiding Behind"                                            |
| 1963       | Cry of Battle                                               | David McVey               |                                                                                     |
| 1963       | Amos Burke: Secret Agent                                    | Larry Forsythe            | Episodio "Who Killed the Kind Doctor?"                                              |
| 1963       | The Eleventh Hour                                           | Mason Walker              | Episodio "La Belle Indifference"                                                    |
| 1963       | The Great Adventure                                         | Teniente Alexander        | The Hunley                                                                          |
| 1964       | The Great Adventure                                         | Rodger Young              | Rodger Young                                                                        |
| 1964       | The Alfred Hitchcock Hour                                   | Dave Snowden              | Episodio "Behind the Locked Door"                                                   |
| 1965       | The Truth About Spring                                      | William Ashton            |                                                                                     |
| 1965       | The Bedford Incident                                        | Alférez Ralston           |                                                                                     |
| 1965       | El virginiano                                               | Johnny Bradford           | Jennifer                                                                            |
| 1965       | La Batalla de las Ardenas                                   | Teniente Weaver           |                                                                                     |
| 1966       | Noche de violencia                                          | Funcionario del censo     |                                                                                     |
| 1966       | Branded                                                     | Tte. Laurence             | Episodio "A Destiny Which Made Us Brothers"                                         |
| 1966       | 12 O'Clock High                                             | Tte. Wilson               | Episodio "The Outsider"                                                             |
| 1966       | Gunsmoke                                                    | David McGovern            | Episodio "Harvest"                                                                  |
| 1967       | Dateline: Hollywood                                         | Como él mismo             | 19 de junio de 1967                                                                 |
| 1967       | Walt Disney's Wonderful World of Colour                     | Henry Jenkins             | Willie and the Yank: The Deserter Willie and the Yank: The Mosby Raiders            |
| 1967       | Combat!                                                     | Jack Cole                 | Episodio "Encounter"                                                                |
| 1967       | The Love-Ins                                                | Larry Osborne             |                                                                                     |
| 1967       | Insight                                                     | Billy Thorp               | Some Talk About Pool Rooms and Gin Mills                                            |
| 1967       | Hondo                                                       | Judd Barton               | Hondo and the Mad Dog                                                               |
| 1967       | Tarzan                                                      | Dr. Richard Wilson        | The Pride of the Lioness                                                            |
| 1967       | Bonanza                                                     | Jason 'Jase' Fredericks   | Check Rein                                                                          |
| 1967       | Death Valley Days                                           | Kit Carson                | Spring Rendezvous                                                                   |
| 1968       | Death Valley Days                                           | Kit Carson                | The Indian Girl                                                                     |
| 1968       | The Angry Breed                                             | Deek Stacey               |                                                                                     |
| 1968       | Premiere                                                    | Russ Faine                | Lassiter                                                                            |
| 1968       | Hang 'Em High                                               | El predicador             |                                                                                     |
| 1968– 1979 | Hawaii Five-O                                               | Detective Danny Williams  | 259 episodios                                                                       |
| 1971       | The Movie Game                                              | Como él mismo             | 28 de junio de 1971 4 de julio de 1971                                              |
| 1971       | The Hollywood Squares                                       | Como él mismo             | 12 de abril de 1971                                                                 |
| 1972       | The Hollywood Squares                                       | Como él mismo             | 6 de marzo de 1972                                                                  |
| 1973       | The Hollywood Squares                                       | Como él mismo             | 1 de enero de 1973                                                                  |
| 1977       | Battle of the Network Stars                                 | Como él mismo             |                                                                                     |
| 1978       | Battle of the Network Stars                                 | Como él mismo             |                                                                                     |
| 1978       | La Isla de la Fantasía                                      | Fantasy Island            | The Funny Girl/Butch and Sundance                                                   |
| 1979       | Time Express                                                | Dr. Mark Toland           | Garbage Man/Doctor's Wife                                                           |
| 1979       | The Love Boat                                               | Chet Hanson               | The Spider Serenade/The Wife Next Door/The Harder They Fall                         |
| 1980       | 34 Ceremonia de los Premios Tony                            | Como él mismo             |                                                                                     |
| 1980       | Alcatraz: The Whole Shocking Story                          | Walt Stomer               |                                                                                     |
| 1980       | The Love Boat                                               | Scott Burgess             | The Caller/The Marriage of Convenience/No Girls for Doc/Witness for the Prosecution |
| 1981       | La Isla de la Fantasía                                      | Bob Graham                | The Heroine/The Warrior                                                             |
| 1981       | Vega$                                                       | Jerry Lang                | Heist                                                                               |
| 1981       | Walking Tall                                                | Padre Adair               | The Fire Within                                                                     |
| 1981       | The Littlest Hobo                                           | Jim Haley                 | Trail of No Return                                                                  |
| 1983       | The Scheme of Things                                        | Como él mismo             |                                                                                     |
| 1983       | The Night the Bridge Fell Down                              | Cal Miller                |                                                                                     |
| 1983       | The Love Boat                                               | Paul Krakauer             | I Don't Play Anymore/Gopher's Roommate/Crazy for You                                |
| 1984       | Murder, She Wrote                                           | Alan Gephardt             | Hooray for Homicide                                                                 |
| 1985       | The Love Boat                                               | Marc Silver               | Vicki's Gentleman Caller/Partners to the End/The Perfect Arrangement                |
| 1989       | The Adventures of Superboy                                  | Hogan                     | Birdwoman of the Swamps                                                             |
| 1991       | JFK                                                         | Sin créditos David McVey  | Archive footage Cry of Battle                                                       |
| 1991       | American Masters                                            | Como él mismo             | Helen Hayes: First Lady of the American Theatre                                     |
| 1994       | The Wonderful World of Disney: 40 Years of Television Magic | Como él mismo             |                                                                                     |
| 1997       | Hawaii Five-O                                               | Gobernador Danny Williams | Episodio piloto no vendido                                                          |
| 1997       | Light Lunch                                                 | Como él mismo             | 70 Super Cops                                                                       |
| 1998       | Storm Chasers: Revenge of the Twister                       | Frank Del Rio             |                                                                                     |
| 2002       | Swiss Family Robinson: Adventure in the Making              | Narrador                  | Agradecimiento especial                                                             |
| 2002       | Inside TVLand: 40 Greatest Theme Songs                      | Como él mismo             |                                                                                     |
| 2002       | Inside TVLand: Cops on Camera                               | Como él mismo             |                                                                                     |
| 2005       | The 100 Greatest Family Films                               | Como él mismo             |                                                                                     |
| 2006       | The 100 TV Quotes and Greatest Catch Phases                 | Como él mismo             |                                                                                     |
| 2007       | Entertainment and TVLand Present: The 50 Greatest TV Icons  | Como él mismo             |                                                                                     |
| 2008       | The Age of Believing: The Disney Live Action Classics       | Como él mismo             | Grateful thanks                                                                     |